# Żelazna (condado de Garwolin)
Żelazna es un pueblo de Polonia, en Mazovia. Se encuentra en el distrito (Gmina) de Pilawa, perteneciente al condado (Powiat) de Garwolin. Se encuentra aproximadamente a 6 km al noroeste de Pilawa, 13 km al norte de Garwolin, y a 47 km al sureste de Varsovia. 
Entre 1975 y 1998 perteneció al voivodato de Siedlce.